# Развадовський Павло Сергійович
Павло Сергійович Развадовський (7 серпня 1989, м. Мінськ, СРСР) — білоруський хокеїст, нападник. Виступає за «Юність» (Мінськ) у Вищій хокейній лізі.
Вихованець хокейної школи «Юність» (Мінськ). Виступав за «Юніор» (Мінськ), «Юність» (Мінськ), «Шинник» (Бобруйськ), «Керамін» (Мінськ), «Динамо» (Мінськ), «Шахтар» (Солігорськ).
У складі молодіжної збірної Білорусі учасник чемпіонатів світу 2008 (дивізіон I) і 2009 (дивізіон I). У складі юніорської збірної Білорусі учасник чемпіонатів світу 2006 і 2007 (дивізіон I). 
Досягнення
- Срібний призер чемпіонату Білорусі (2010).